# تصرف مسجدالحرام

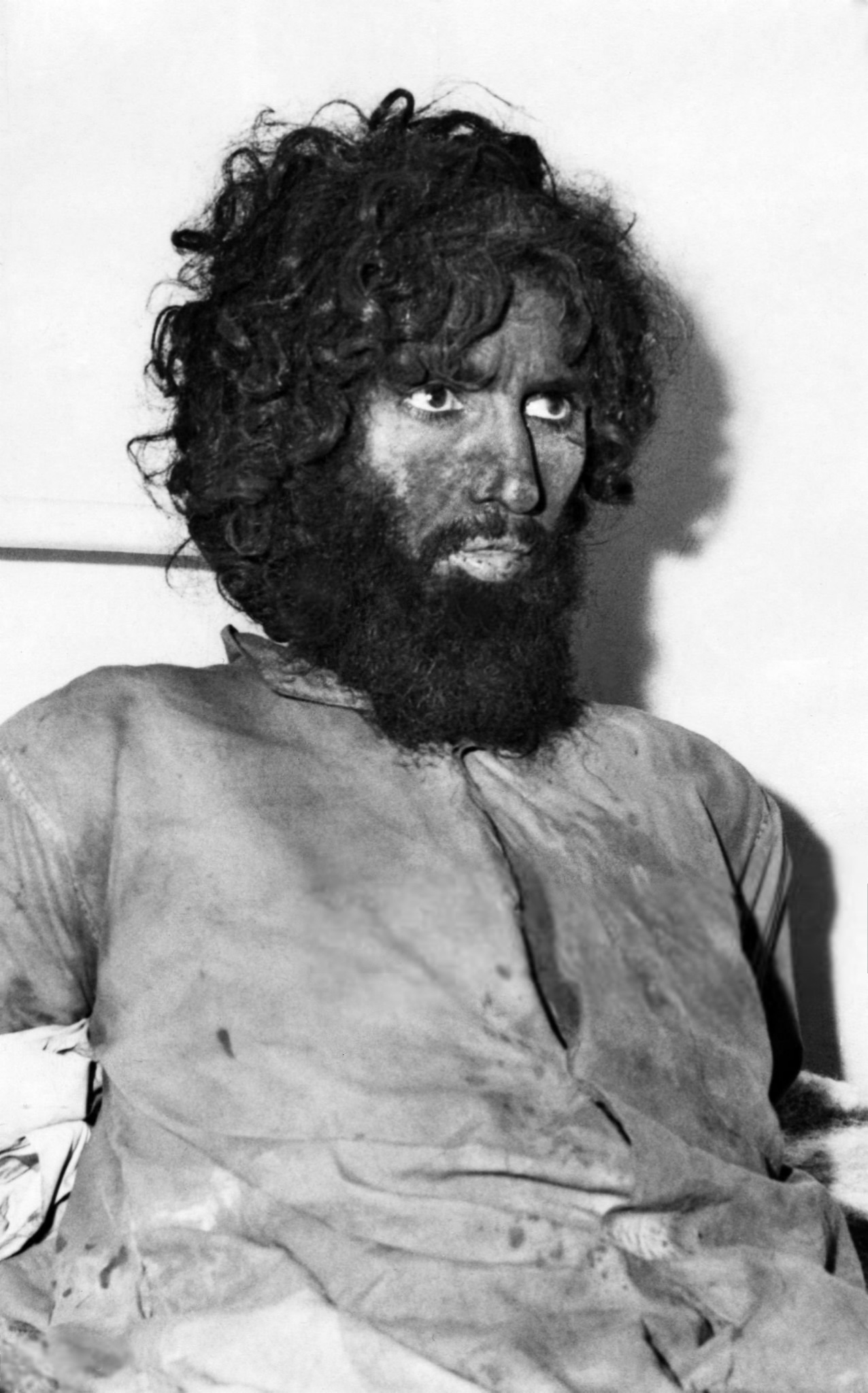
جهیمان العتیبی

تصرف مسجدالحرام در ۲۰ نوامبر ۱۹۷۹ برابر با ۲۹ آبان ۱۳۵۸ پس از حمله و اشغال مسجدالحرام و گروگان‌گیری حجاج توسط یک گروه مسلح سلفی اسلامی مخالف دولت عربستان سعودی صورت گرفت. این گروه معتقد بودند که محمد عبدالله القحطانی منجی یا همان مهدی موعود می‌باشد و همه باید از او اطاعت کنند.
روح‌الله خمینی در رادیو ایران اعلام کرد که این حادثه به وسیله اسرائیل و آمریکا برنامه‌ریزی شده است و همین باعث چندین شورش در جهان اسلام شد از جمله حمله به سفارت آمریکا در پاکستان در سال ۱۹۷۹.
این اتفاق بسیاری از مسلمانان را شوکه کرد بسیاری از حجاج به گروگان گرفته شدند و تعدادی از گروگان گیران، نیروهای امنیتی و گروگان‌ها در تیراندازی‌های طرفین درگیری برای بازپس‌گیری مسجد کشته شدند. دولت عربستان پس از این حادثه سختگیری‌های مذهبی را افزایش داد.

## پیش زمینه
این اقدام به رهبری جهیمان بن محمد بن سیف العتیبی انجام گرفت. او معتقد بود که شوهر خواهرش محمد عبدالله القحطانی همان مهدی است که بازگشته تا اسلام را نجات دهد او برای اثبات گفته‌های خود از احادیثی سخن می‌گفت که در آن بازگشت مهدی پیشگویی شده بود. این گروه اولین روز سال ۱۴۰۰ هجری قمری (برابر ۲۰ نوامبر ۱۹۷۹) را برای تصرف مسجدالحرام در نظر گرفتند، تا منطبق بر بعضی از احادیث دربارهٔ تاریخ قیام مهدی باشد.

## تصرف
در صبح ۲۰ نوامبر ۱۹۷۹ هنگامی که امام جماعت مسجد الحرام در حال آماده شدن برای برپایی نماز جماعت برای ۵۰ هزار عبادت‌کننده در آخرین روز حج بود. شورشیان اسلحه‌های خود را بیرون آوردند، دروازه‌ها را بستند و چند مأمور را کشتند. تعداد این افراد ۵۰۰ نفر تخمین زده می‌شود. هم چنین چهارصد تا پانصد نفر از حجاج نیز به کمک این گروه پیوستند. در همان زمان گروه سعودی بن لادن در حال نوسازی مسجد بود یکی از کارکنان این شرکت پیش از آن که شورشیان سیم‌های تلفن را قطع کنند موضوع را به ریاست شرکت گزارش می‌دهد و آن‌ها نیز موضوع را به اطلاع شاه خالد می‌رسانند.
شورشیان بیشتر گروگان‌ها را آزاد می‌کنند. نیروهای امنیتی برای حمله به شورشیان در داخل مسجد نیاز به اجازه علمای مذهبی داشتند زیرا اعمال خشونت در مسجد الحرام در اسلام نهی شده است.

## محاصره
پس از اجازه و فتوای علمای مذهبی برای حمله به شورشیان، نیروهای امنیتی سعی در ورود به مسجد کردند ولی ناموفق بودند در نهایت سه تن از نیروهای کماندویی فرانسوی برای این مأموریت در نظر گرفته شدند از آنجا که ورود غیر مسلمان به شهر مکه و خصوصا مسجد الحرام ممنوع است نیروهای فرانسوی در مراسمی تشریفاتی در عربستان به دین اسلام گرویدند. آن‌ها به اتاق‌های زیرزمینی گاز پمپاژ کردند اما احتمالاً به خاطر تو در تو بودن اتاق‌ها، گاز هم بی‌تاثیر بود و مقاومت ادامه یافت. با بالا رفتن تلفات، نیروهای سعودی اقدام به حفر سوراخ در حیاط مسجدالحرام کردند و به درون اتاق‌های زیرزمینی نارنجک انداختند. این امر باعث کشته شدن شمار زیادی از گروگان‌ها شد اما توانست شورشیان را به مکان‌های بازتر فراری دهد تا هدف گلوله قرار گیرند. پس از دوهفته شورشیان باقی‌مانده تسلیم شدند. در این حادثه ۱۲۷ تن از نیروهای امنیتی و ۲۵۰ تن از نیروهای شورشی کشته شدند.